# مسجد بيل ستريت
مسجد بيل ستريت، (بالإنجليزية: Bill Street Mosque)‏، بني سنة 1946، في لندن، المملكة المتحدة. فكان عبارة عن ثلاثة بيوت متجاورة، هدمت وبني مكانها الجامع.